# Peggy Montgomery
Peggy Montgomery, de son vrai nom Margaret Dorothy Montgomery, est une actrice américaine née le 5 août 1904 à Rock Island (Illinois) et morte le 3 août 1989 à Los Angeles (Californie).

## Filmographie
- 1924 : Rainbow Rangers de Forrest Sheldon : Rose Warner
- 1925 : Fighting Courage de Clifford S. Elfelt : Marjorie Crenshaw
- 1925 : The Speed Demon de Robert N. Bradbury : Enid Warren
- 1925 : There He Goes de Harry Edwards : la petite amie d'Harry
- 1926 : Forest Havoc de Stuart Paton
- 1926 : Looking for Trouble (en) de Robert N. Bradbury : Laura Burkhold
- 1926 : Prisonniers de la tempête (Prisoners of the Storm) de Lynn Reynolds : Joan Le Grande
- 1926 : Saturday Afternoon de Harry Edwards : Ruby
- 1926 : The Ace of Clubs de J. P. McGowan : June McGill
- 1926 : Un jeune homme de la ville (The Dangerous Dub) de Richard Thorpe : Rose Cooper
- 1926 : The Fighting Failure de E. G. Boyle
- 1926 : The Hollywood Reporter de Bruce Mitchell : Lois Manning
- 1927 : Hoof Marks de Tenny Wright : Alice Dixon
- 1927 : Love's Languid Lure de Lige Conley : Peggy
- 1927 : Sensation Seekers de Lois Weber : Margaret Todd
- 1927 : Splitting the Breeze de Robert De Lacy : Janet Rand
- 1927 : Le Désert des damnés (The Desert of the Lost) de Richard Thorpe : Dolores Wolfe
- 1927 : The Sonora Kid de Robert De Lacy : Phyllis Butterworth
- 1927 : Two-Gun of the Tumbleweed de Leo Maloney : Dora Gibson
- 1927 : Wolves of the Range de Walter Fabian
- 1928 : Arizona Days (en) de J. P. McGowan : Dolly Martin
- 1928 : On the Divide de J. P. McGowan : Sally Martin
- 1928 : Saddle Mates de Richard Thorpe : Betty Shelby
- 1928 : Silent Trail de J. P. McGowan
- 1928 : The Brand of Courage de Bruce Mitchell : la fille du rancher
- 1928 : West of Santa Fe de J. P. McGowan : Helen
- 1929 : Bad Men's Money de J. P. McGowan : Helen Saunders
- 1929 : Fighters of the Saddle : Nesta Wayne